# Bram Stemerdink
Abraham Stemerdink, dit Bram Stemerdink, né le 6 mars 1936 à Winterswijk, est un militaire et homme politique néerlandais membre du Parti travailliste (PvdA).

## Biographie

### Carrière militaire
Engagé dans l'armée de terre royale (en néerlandais : Koninklijke Landmacht), il atteint initialement le grade de lieutenant. Il est promu capitaine en 1958. Il intègre en 1969 le service juridique militaire et obtient alors le poste de secrétaire de la cour martiale d'appel de Bois-le-Duc.

### Débuts en politique
Son parcours politique débute en 1970, une année au cours de laquelle il obtient consécutivement trois mandats électoraux. Il est élu le 18 mars aux États provinciaux du Brabant-Septentrional, puis il entre le 25 août à la Seconde Chambre des États généraux, ce qu'il n'était pas parvenu à faire au cours des élections législatives du 15 février 1967, à la suite du décès de Joan Willems. À peine une semaine après, il devient membre du conseil municipal de Bois-le-Duc. Il renonce à son mandat provincial en août 1971.

### Ministre de la Défense
Il est choisi le 11 mai 1973 comme secrétaire d'État du ministère de la Défense, chargé de l'approvisionnement en matériel, de la révision du droit et de la discipline militaire, et de la planification.
Le 31 décembre 1976, Bram Stemerdink est nommé à 40 ans ministre de la Défense dans le cabinet de coalition du Premier ministre travailliste Joop den Uyl. Réélu représentant le 25 mai 1977, il quitte le gouvernement sept ans plus tard, alors que le PvdA passe dans l'opposition.
Il retrouve un poste exécutif le 11 septembre 1981, comme secrétaire d'État du ministère de la Défense, délégué à l'approvisionnement en matériel. Il démissionne le 12 mai 1982, quand les travaillistes se retirent de la majorité parlementaire. Il est relevé de son poste 17 jours après.

### Fin de parcours
Il est une nouvelle fois élu à la Seconde Chambre au cours du scrutin anticipé du 8 septembre 1982. Il continue de siéger en tant que représentant jusqu'aux élections du 3 mai 1994, après quoi il se retire de la vie politique.